# 河野昌弘
河野 昌弘（こうの まさひろ、1945年（昭和20年）6月28日 - ）は、日本の政治家。元兵庫県西宮市長（1期）。

## 略歴
岡山県英田郡西粟倉村出身。兵庫県立佐用高等学校卒業。1964年（昭和39年）、西宮市に入庁。1968年（昭和43年）、関西大学法学部卒業。2003年（平成15年）、西宮市の総務局担当理事に就任。2005年（平成17年）、助役に就任。2007年（平成19年）、副市長に就任。
2010年（平成22年）4月1日、西宮市長の山田知が健康上の理由により辞職。それに伴って行われた西宮市長選挙に無所属で出馬し初当選。同年5月18日、市長に就任。
2013年（平成25年）11月28日、翌年4月投開票の市長選に再選を目指し立候補する意向を明らかにし、2014年の市長選に挑むも対立候補の今村岳司に敗れ落選。同年5月15日をもって任期満了に伴い退任。
2015年11月、旭日小綬章受章。

## 市長選挙の結果

### 2010年（平成22年）
2010年（平成22年）5月16日執行。元衆議院議員の大前繁雄、元川西市職員の野々村竜太郎の2人を接戦の末に破り初当選。大前は2000年の市長選に続いて2度目の挑戦だった。
※当日有権者数：370,304人 最終投票率：33.65%（前回比：＋0.72pts）
| 候補者名     | 年齢 | 所属党派 | 新旧別 | 得票数   | 得票率 | 推薦・支持 |
| ------------ | ---- | -------- | ------ | -------- | ------ | ---------- |
| 河野昌弘     | 64   | 無所属   | 新     | 48,816票 | 40.37% |            |
| 大前繁雄     | 67   | 無所属   | 新     | 46,168票 | 38.18% |            |
| 野々村竜太郎 | 43   | 無所属   | 新     | 25,924票 | 21.44% |            |

### 2014年（平成26年）
2014年（平成26年）4月20日執行。前市議の今村岳司、前市議の高橋倫恵を相手に戦うも落選。
※当日有権者数：374,775人 最終投票率：36.41%（前回比：＋2.76pts）
| 候補者名 | 年齢 | 所属党派 | 新旧別 | 得票数   | 得票率 | 推薦・支持                     |
| -------- | ---- | -------- | ------ | -------- | ------ | ------------------------------ |
| 今村岳司 | 41   | 無所属   | 新     | 59,576票 | 44.17% |                                |
| 河野昌弘 | 68   | 無所属   | 現     | 55,010票 | 40.79% | （推薦）自民党・民主党・公明党 |
| 高橋倫恵 | 52   | 無所属   | 新     | 20,288票 | 15.04% |                                |

## 政策と公約
- アサヒビール西宮工場跡地に市立中央病院などを移転する案を示した[7]。
- 2010年には兵庫県内ワースト2位だった待機児童数310人を3年かけてゼロにした。ところが2013年11月、ゼロから160人に増えたことが判明。同月、2014年春までに保育所を5カ所新たに開設することを発表した[9][10]。
- 過大規模校である西宮市立高木小学校の校区内に新設校を整備することを目指した[11]。なお、2016年4月1日に西宮市立高木北小学校が開校し、高木小学校の校区の一部が分離された。